# Lajos Maszlay
Lajos Maszlay (n. 2 octombrie 1903, Budapesta, Austro-Ungaria – d. 1 decembrie 1979, Budapesta, Republica Populară Ungară) a fost un scrimer ce a reprezentat Ungaria, medaliat olimpic. A participat la 3 ediții ale Jocurilor Olimpice (1936, 1948, 1952) în care a câștigat o medalie de bronz.